# 白其祥
白其祥，福建安溪人，台灣清治時期商人。

## 生平
依照《臺灣歷史辭典》，白其祥（1831年－1910年）°白其祥為福建安溪人，字「汝哲」，16 歲隨父母至臺灣艋舺經商，後創白隆發染坊，被尊稱「隆發頭」。戴潮春事件捐金倡賑，救人無數。1867 年捐貲重修艋舺清水祖師廟。1879年，他與林維源、陳霞林等人同任臺北城工事總理，以協助建城事宜 。